# Poffertjes
Poffertjes er en sød dejret, der primært spises i Nederlandene. Det er en slags små pandekager, men tykkere efterhånden som de hæver.

## Skelnen mellem poffertjes og pandekager
Poffertjes bliver i modsætning til pandekager, ikke kun lavet af hvedemel, men også boghvedemel. I modsætning til pandekager vendes de små pandekager under forberedelse selvom dejen ikke er helt størknet. De er således indefra endnu blødere og er de pæne og runde.
Poffertjes er ofte præsenteret som en typisk nederlandsk ret, men kommer oprindeligt fra Frankrig. Andre lande har også retter som ligner dem. For eksempel er der Æbleskiver i Danmark, Munkarna i Sverige, og Munker i Norge. I Nederland bliver poffertjes serveret med flormelis, smør og eventuelt med sirup, marmelade eller advocaat.

## 
I en restaurant eller poffertjesbod bruges store røde kobberplader der anvendes til at hurtig berede store antal af poffertjes. Poffertjesbagere i restauranter eller ved poffertjesboder er erfaren i at meget hurtigt vende de små pandekager.
Hjemme, kan de let blive lavet i en poffertjes-pan. Dette var oprindeligt en rund støbejerns plade med håndtag, med cirkulære fordybninger. I dag, er også rustfrit stål, og non-stick hændelser. Det er også muligt at pandekager til bage i en sandwich brødrister eller kontakt grill med en særlig poffertjes-plade, en rektangulær plade med runde fordybninger.

## Eksterne links
"Poffertjes" på nederlandsk
- Traditionelt poffertjes-recept (svensk)